# QX Sagittae
« Veuve noire (astronomie) » redirige ici. Pour les autres significations, voir Veuve noire (homonymie).
Désignations
QX Sagittae (en abrégé QX Sge) est une étoile variable de la constellation boréale de la Flèche. Il s'agit d'un système binaire à éclipses qui comprend PSR B1957+20, un pulsar milliseconde aussi connu sous la désignation PSR J1959+2048 et surnommé la Veuve noire. Son compagnon est EQ J195936+204814, une naine brune.
QX Sagittae a été découverte en 1988 par les astrophysiciens américains Andrew S. Fruchter, Daniel R. Stinebring et Joseph H. Taylor Jr..